# Sergei Wladimirowitsch Ostrowskich
Sergei Wladimirowitsch Ostrowskich (russisch Сергей Владимирович Островских, wiss. Transliteration Sergej Vladimirovič Ostrovskich, eng. Sergei Vladimirovich Ostrovskikh; * 8. Juli 1962) ist ein russischer Herpetologe.

## Leben
1988 graduierte Ostrowskich an der Staatlichen Technologischen Universität des Kubangebiets in Krasnodar in Biologie. Von 2001 bis 2018 war er als Dozent an der Staatlichen Technologischen Universität des Kubangebiets tätig. 2001 unterrichtete er Mammalogie, Ornithologie und Methoden der Feldforschung. 2003 wurde er mit einer Dissertation um Thema Biologie der Steppenotter (Vipera renardi, Christoph, 1861) im Nordwest-Kaukasus zum Kandidaten der biologischen Wissenschaften an der Staatlichen Technologischen Universität des Kubangebiets in Krasnodar promoviert. 2004 gab er einen Kurs in Moderne Naturwissenschaftliche Konzepte. 2018 leitete er die Programme Einsatz von Informations- und Kommunikationstechnologien in der elektronischen Informations- und Bildungsumgebung der Universität sowie Umsetzung des Kompetenzansatzes im Prozess der Ausbildung in den Trainingsbereichen.
Zu Ostrowskichs Forschungsinhalten zählen die Systematik, Biologie, Ökologie sowie das Schlaf- und Ruheverhalten von Amphibien und Reptilien des Nordwest-Kaukasus, die Herpetofauna der ariden Gebiete, Pflege und Zucht von Reptilien in menschlicher Obhut. Als Autor war er an über 60 Fachartikeln und zwei Monographien beteiligt.
Ostrowskich ist Mitglied der Kommission für seltene und bedrohte Tier-, Pflanzen- und Pilztaxa in der Region Krasnodar, im Ministerium für Naturressourcen der Region Krasnodar sowie in der nach Alexander Michailowitsch Nikolski benannten Herpetologischen Gesellschaft.
In Zusammenarbeit mit Boris Sakojewitsch Tunijew  beschrieb Ostrowskich im Jahr 2001 die Orlovs Viper (Vipera orlovi).